# Firesheep
Firesheep — расширение браузера Firefox разработанное Eric Butler. Расширение использует сниффер пакетов для перехвата незашифрованных HTTP cookie популярных веб-сайтов, например Facebook и Twitter, передаваемых по сети. Таким образом оно позволяет перехватывать чужие сессии работы с сайтами. Полученные из сети сессии отображаются на боковой панели браузера, и пользователь может войти на сайт от имени другого пользователя путём двойного щелчка на его имени..
Расширение было создано для демонстрации рисков безопасности, которые существуют, если веб-сайты используют шифрованное соединение лишь для проверки логина и пароля, и не шифруют HTTP cookie, используемые после аутентификации. В некоторых странах использование этого расширения без согласия пользователей, чьи данные перехватываются, может являться преступлением. Несмотря на угрозу безопасности, которую создает расширение, представители сайта Mozilla Add-ons заявили что не собираются блокировать расширение, так как блокировка используется только в отношении spyware или дополнений, которые создают уязвимости в браузере, а не для блокировки «средств нападения» (attack tools), которые могут использоваться и легально (например, для проверки безопасности собственного компьютера).
Позже было представлено сходное приложение Faceniff для телефонов с ОС Android.

## Противодействие
Существует несколько методов борьбы с использованием Firesheep в локальных сетях, например путём шифрования соединений. Оно может быть реализовано, например, при помощи протокола HTTPS, путём использования Виртуальной частной сети, или шифрованием беспроводных соединений.